# Historia Siedlec

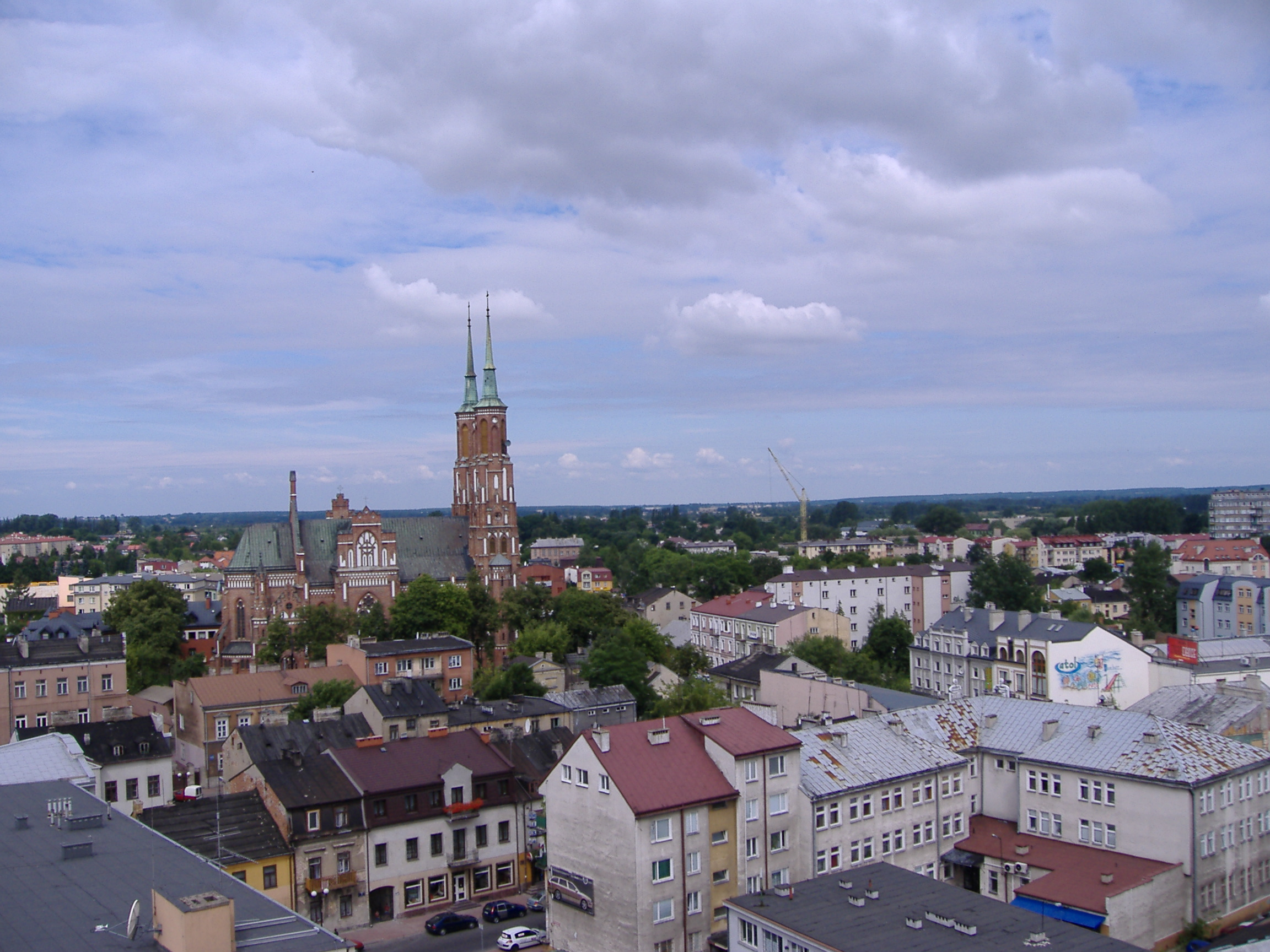
Widok na katedrę

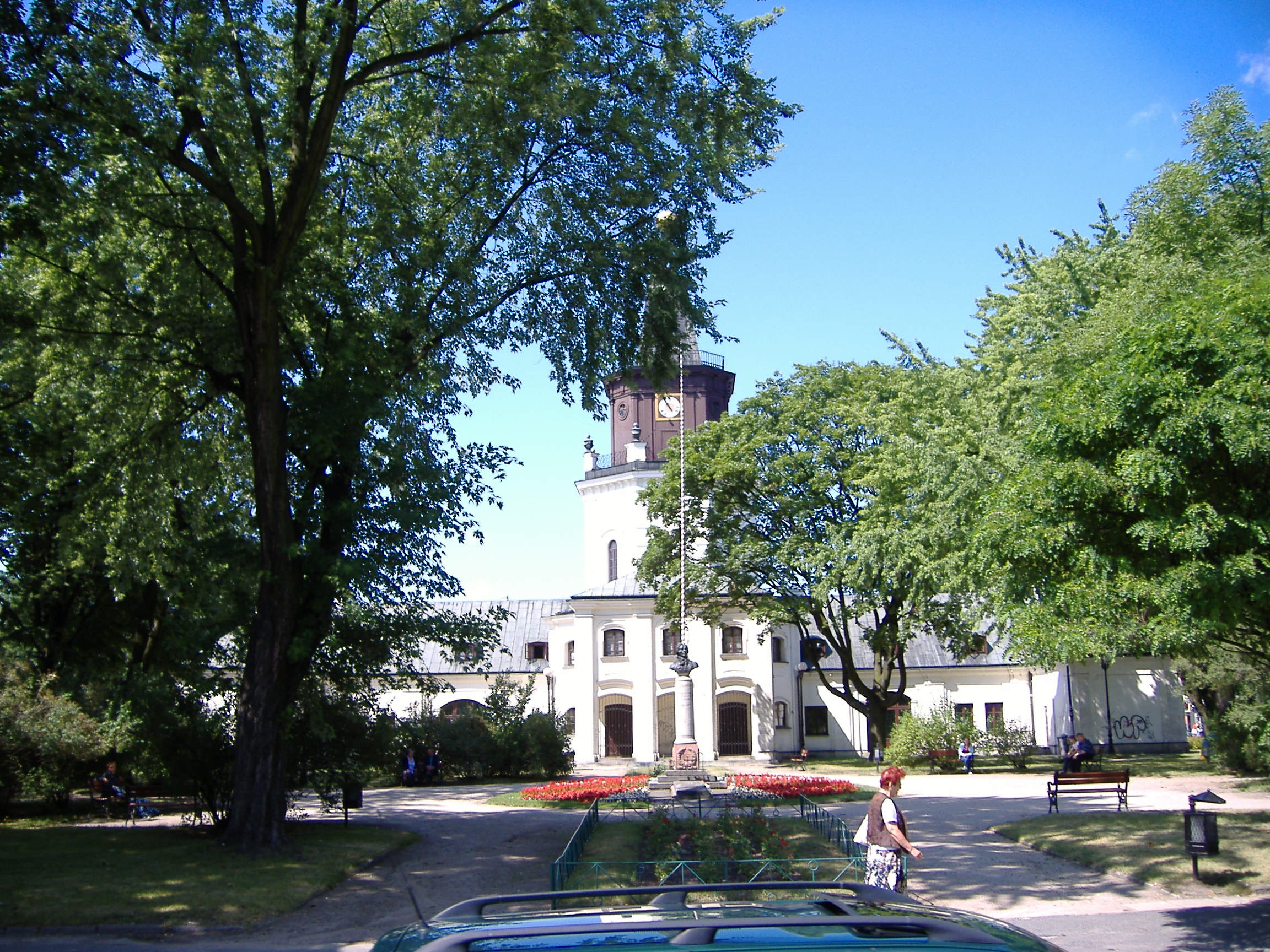
Ratusz Miejski

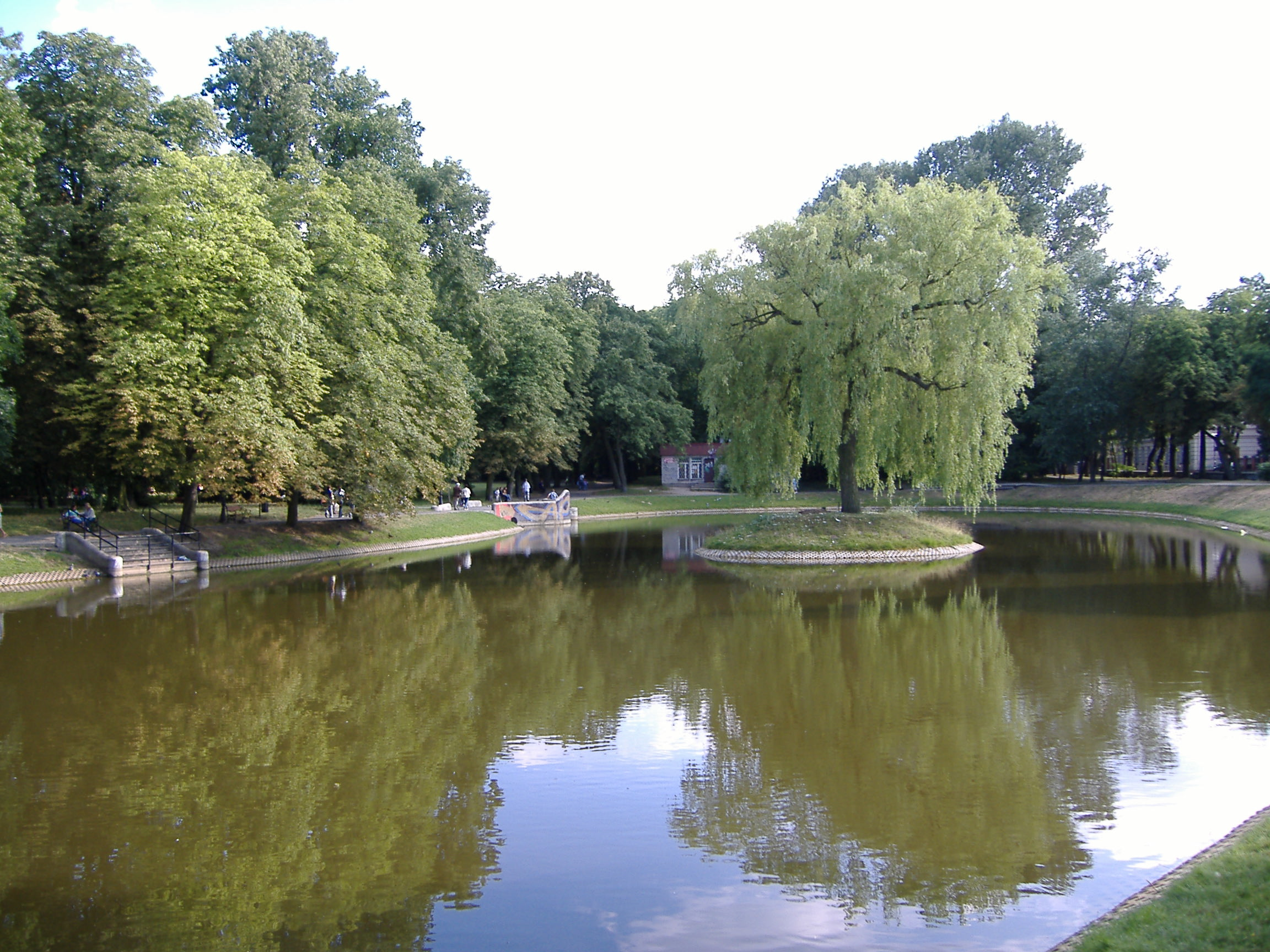
Park Miejski

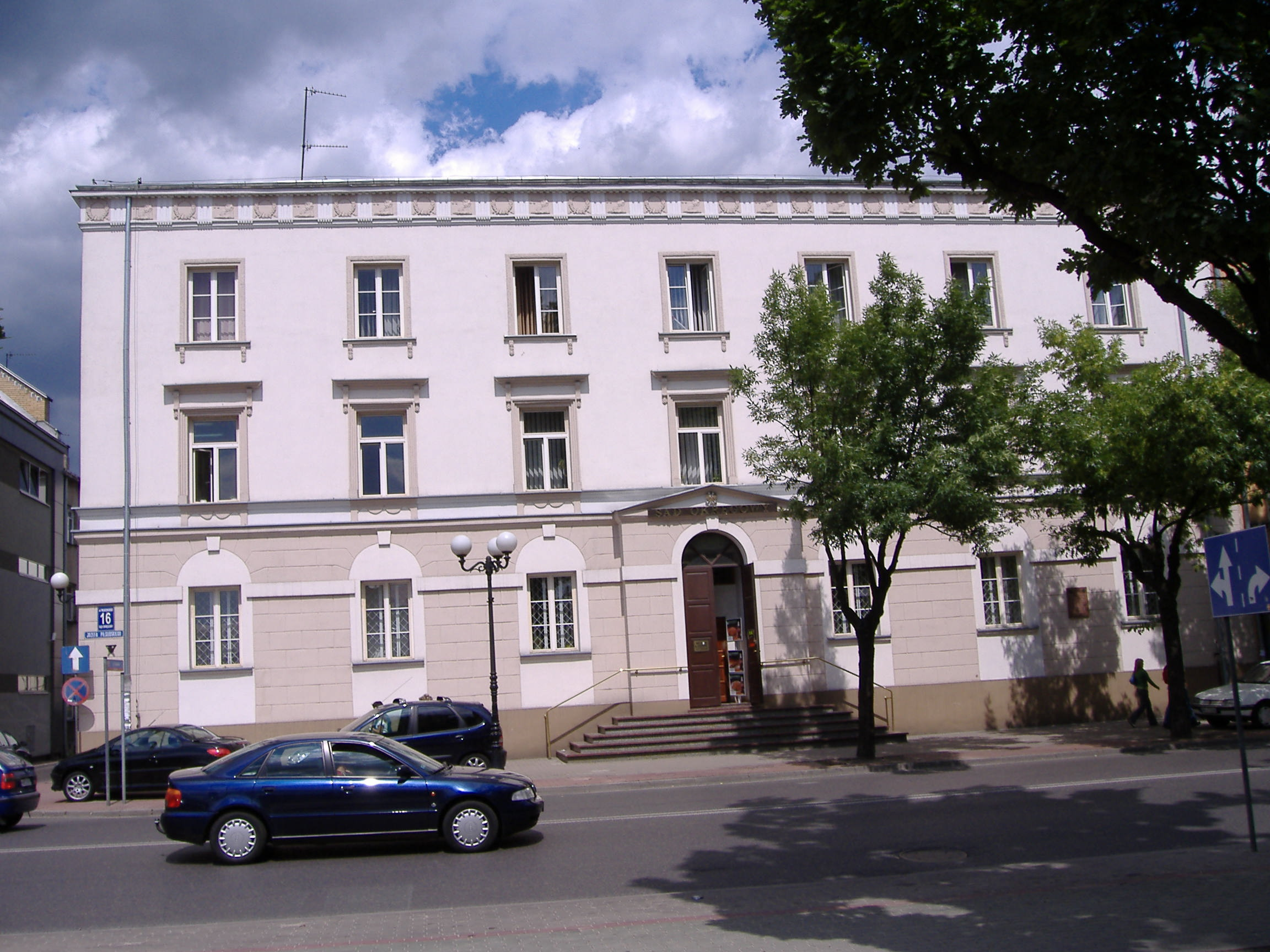
Siedziba Sądu Okręgowego

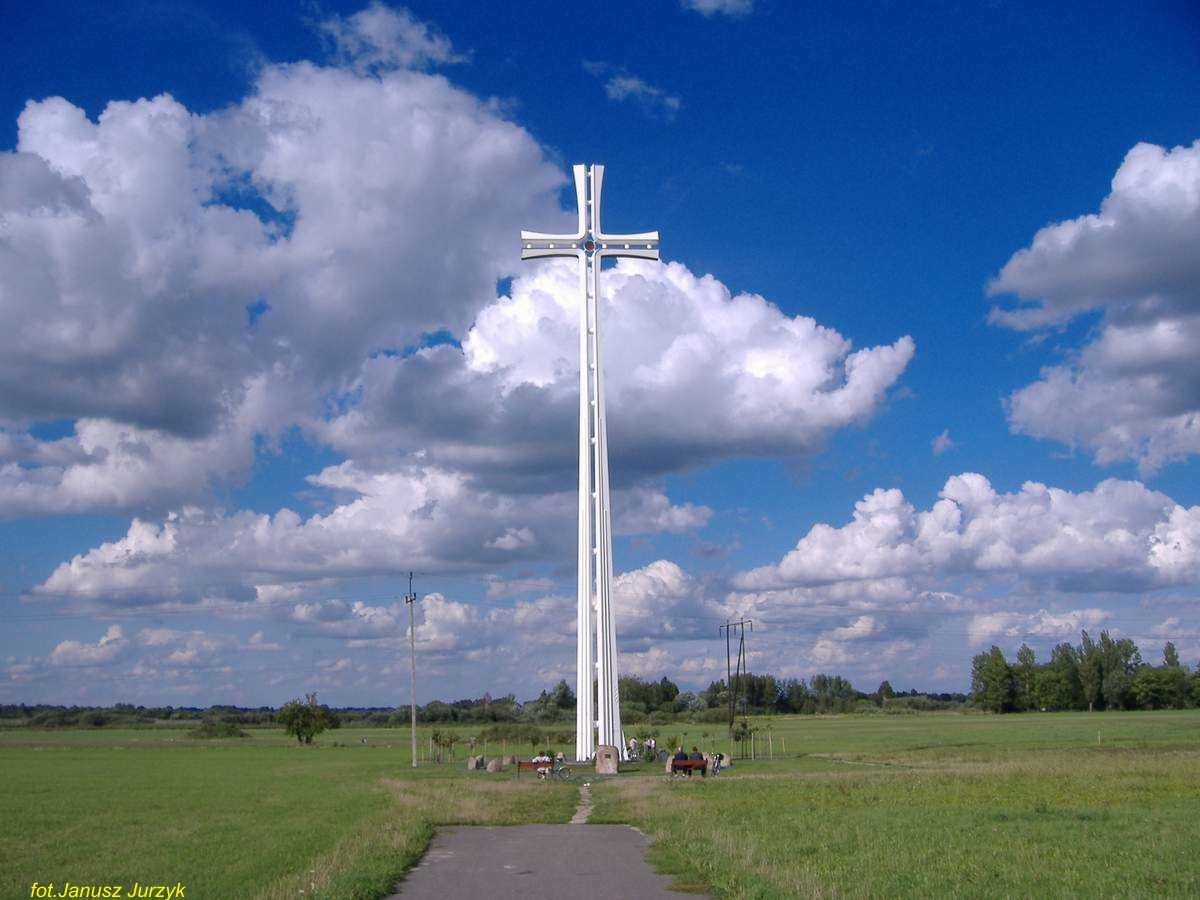
Krzyż papieski na Błoniach Siedleckich

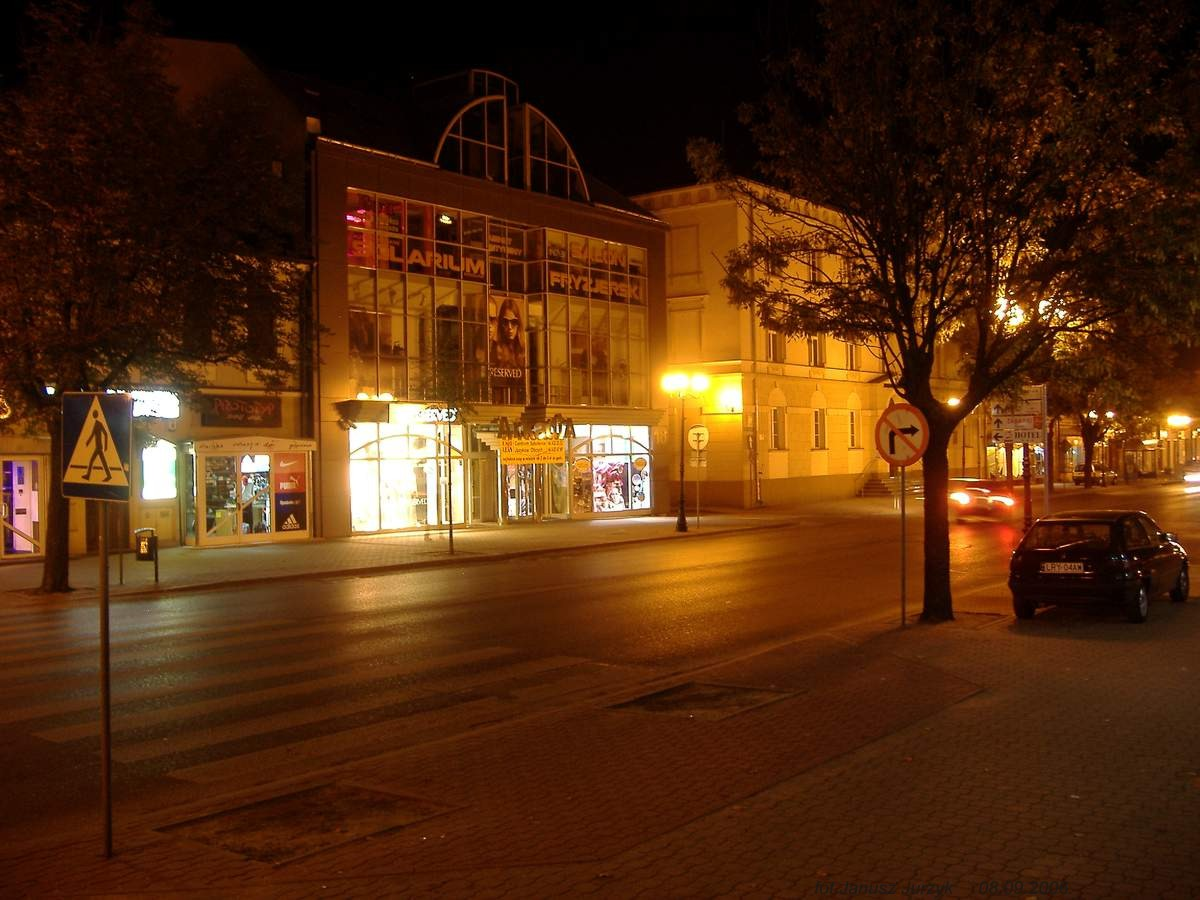
Ulica Piłsudskiego

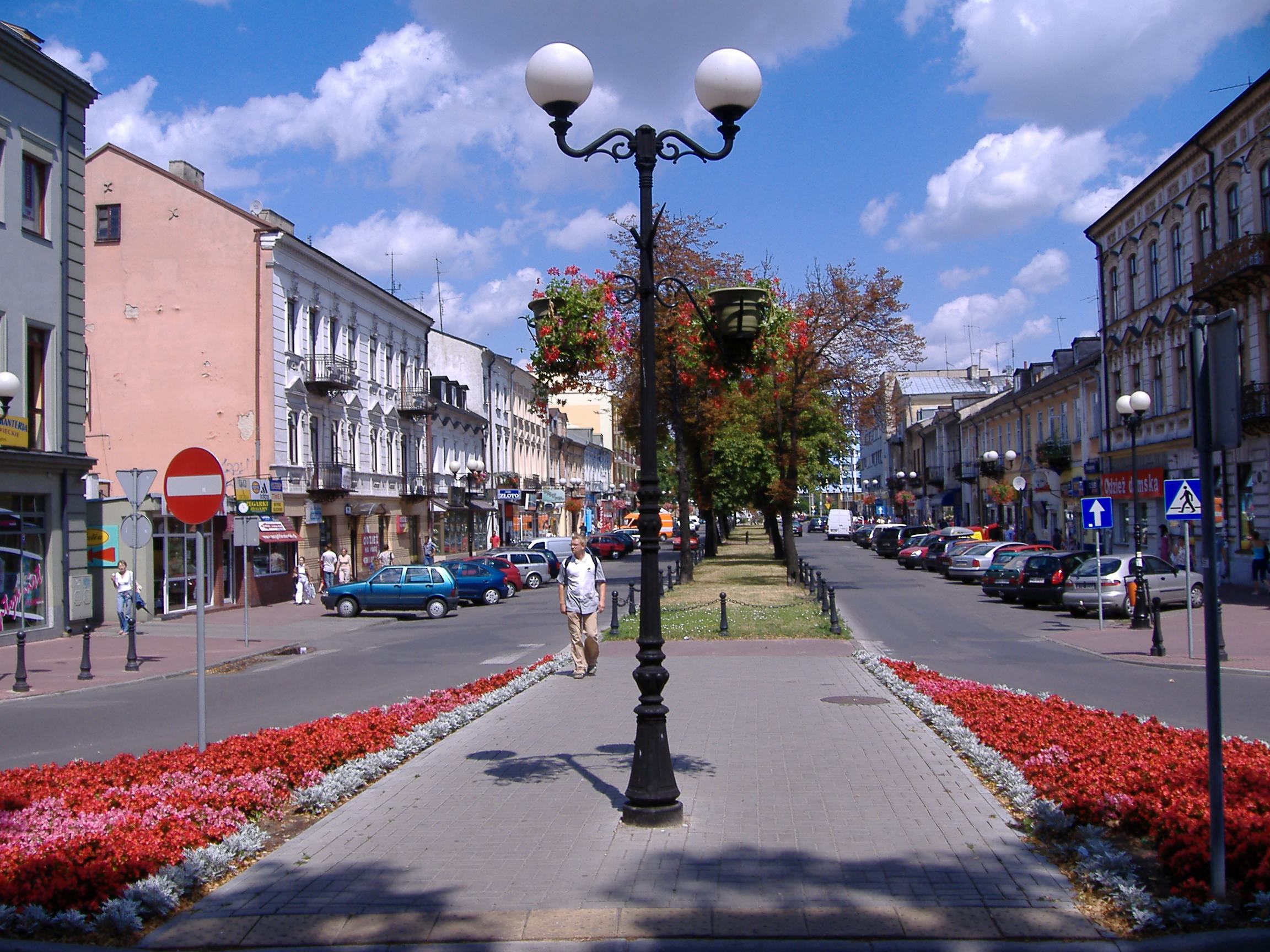
Ulica Kilińskiego

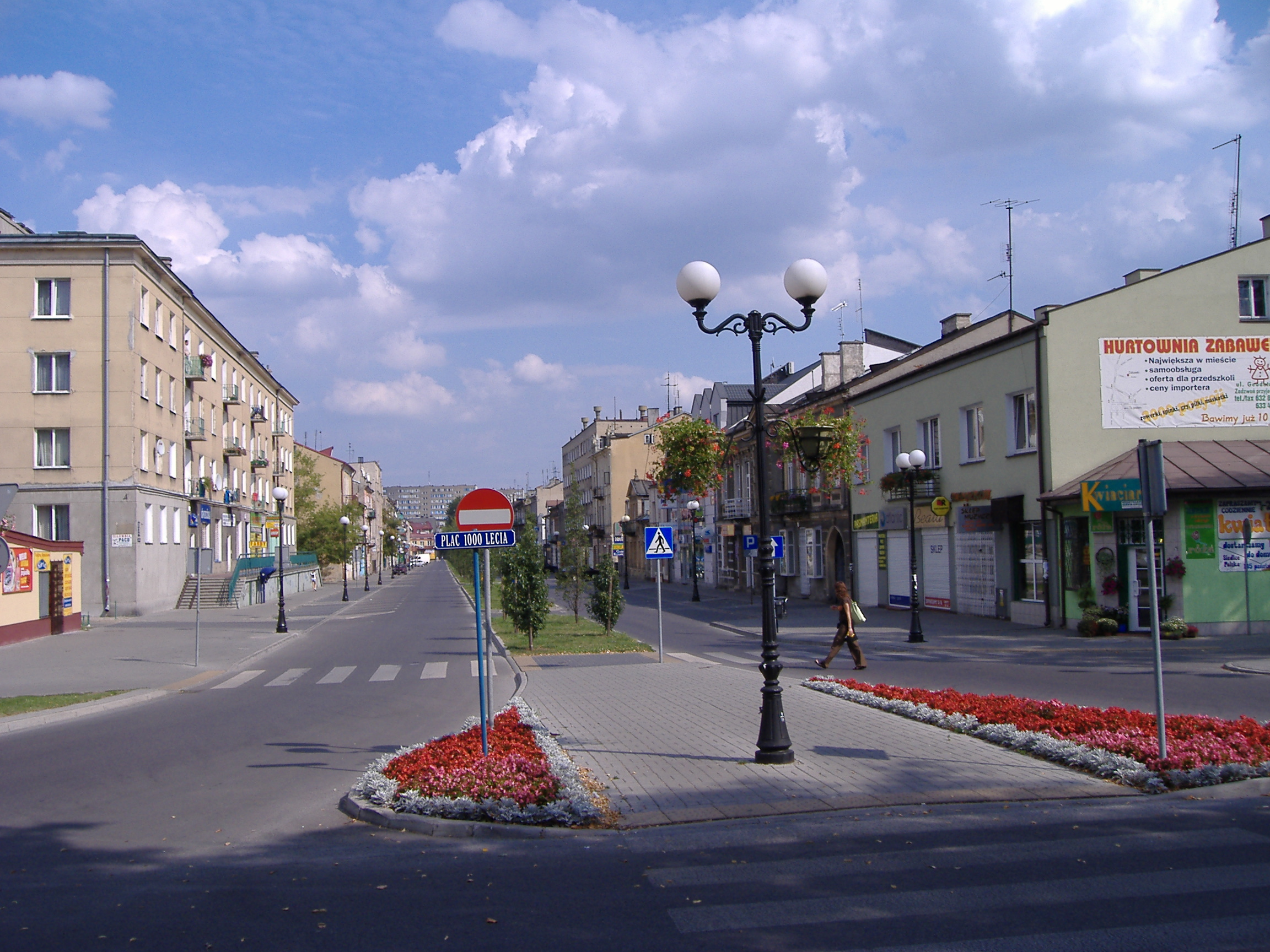
Ulica Sienkiewicza

## Założenie miasta
Osada, która dała początek dzisiejszemu miastu, powstała prawdopodobnie w IX-X wieku w dolinie Liwca i Muchawki na skraju Wysoczyzny Siedleckiej. Ta pierwsza osada przyjęła zapewne nazwę od lasu Siedliska, o którym pisana wzmianka pochodzi z 1430 roku. Natomiast pierwsza wzmianka o samej wsi Siedlce znalazła się w dokumencie wydanym w 1448 roku w parafii łukowskiej w województwie sandomierskim przez kardynała Zbigniewa Oleśnickiego. Wieś wchodziła wówczas w skład ziemi łukowskiej w województwie sandomierskim, która w 1474 r. włączona została do nowo utworzonego województwa lubelskiego. W XV i XVI Siedlce były własnością rodu Gniewoszów herbu Rawicz. Ród ten w XV wieku przybrał nazwisko Siedleckich.
W 1503 r. Daniel Siedlecki z rodu Gniewoszów Siedleckich założył obok starej wsi Siedlce wieś „Nova Siedlcza”. W 1530 wybudował pierwszy kościół, który był pomiędzy tymi osadami. Wschodnią cześć Siedlec tzw. Starą Siedlecz nazywano później starą wsią. Została włączona przez miasto dopiero na początku XX wieku.
W 1532 r. Stanisław Siedlecki (pochodził prawdopodobnie z pobliskiej wsi Olendy i używał też nazwiska Olędzki), syn Daniela ustanowił tu parafię, dzięki jego staraniom Siedlce otrzymały prawa miejskie na prawie magdeburskim w 1547 r., które zostały nadane przez króla Zygmunta Starego. Miasto uzyskało istotne przywileje – na 8 lat mieszkańcy zostali zwolnieni od podatków, a w Siedlcach mogły odtąd odbywać się cotygodniowe targi i 3 jarmarki rocznie. W pierwszym stuleciu swego istnienia miasto przeżywało dynamiczny rozwój. Obszar Siedlec wzrósł pięciokrotnie, rosła liczba mieszkańców, przybywało kupców i rzemieślników. Przywilej miejski został potwierdzony w 1650 r.
Pierwszy okres rozwoju miasta w połowie XVII w. przerwała wojna. Miasto było palone, grabione, ludność dziesiątkowana przez przemarsze wojsk i choroby. Dopiero po burzliwym okresie połowy XVII w. miasto zaczęło podnosić się z upadku.

## Czartoryscy
Władanie miastem około 1670 roku przeszło w ręce Czartoryskich. Czartoryscy weszli w posiadanie miasta poprzez posag Joanny Olędzkiej, z którą się ożenił wojewoda wołyński książę Michał Jerzy Czartoryski. Czartoryscy już na początku zwolnili mieszkańców z podatków na 6 lat. Od momentu przejęcia miasta przez tę rodzinę, herbem Siedlec staje się herb Czartoryskich – Pogoń.
W 1692 pożar zniszczył część zabudowań. Kazimierz Czartoryski, syn Michała, wykorzystał to do nowego zaplanowania rynku i przyległych mu ulic, ułatwiających przyszłą rozbudowę centrum miasta.  Przywilej miejski Siedlec został rozszerzony po pożarze w 1693 roku.
Z fundacji Izabeli i Kazimierza Czartoryskich wybudowano w I poł. XVIII wieku kościół oraz pałac. Po śmierci Kazimierza miasto przeszło na własność Michała Fryderyka Czartoryskiego, a następnie na jego córkę Aleksandrę.

## Aleksandra Ogińska
Aleksandra wyszła za mąż za Michała Ogińskiego, hetmana wielkiego litewskiego. W 1775 r. Aleksandra Ogińska odziedziczyła po ojcu Michale dobra siedleckie. Miasto stało się ośrodkiem życia towarzyskiego i kulturalnego w Polsce. Organizowano przedstawienia teatralne, na które była zapraszana elita z całego kraju.
W Pałacu Ogińskich tworzyli poeci Oświecenia: Franciszek Karpiński, Julian Ursyn Niemcewicz, Franciszek Dionizy Kniaźnin. Właścicielka Siedlec pomagała uzdolnionym dzieciom. Synowi oberżysty z dóbr Ogińskich Aleksandrowi Orłowskiemu pomogła rozwinąć się jako malarzowi. Założyła szkołę baletu dla dzieci swoich podwładnych.
Jej bliski krewny – król Stanisław August Poniatowski dwukrotnie gościł na dworze w 1783 i 1793 r.
Dzięki Aleksandrze Ogińskiej dokonano wielu zmian w mieście: przebudowano Pałac Ogińskich i kościół św. Stanisława, wybudowano kaplicę Ogińskich i ratusz, będący do dziś architektoniczną wizytówką Siedlec. Znakiem rozpoznawczym miasta jest również wieńcząca ratuszową wieżę figura Atlasa zwanego Jackiem. Powstał oryginalny układ urbanistyczny o przestrzeni otwartej, którego oś wyznacza zespół budowli: kościół, ratusz, odwach i domy zajezdne. Siedlce zawdzięczają księżnej Ogińskiej park, zwany dziś od jej imienia „Aleksandrią”. Księżna zmarła w 1798 r.
Siedlce przeszły na własność Czartoryskich z linii puławskiej. Adam Jerzy Czartoryski był ostatnim prywatnym właścicielem. Wymienił on miasto z rządem austriackim na inne dobra i od 1807 r. Siedlce stały się miastem rządowym.

## Okres zaborów
Po upadku insurekcji kościuszkowskiej (1794) i dokonanym III rozbiorze Polski (1795), Siedlce znalazły się w zaborze austriackim jako siedziba władz cyrkularnych. W czasach Księstwa Warszawskiego (1807-1815) Siedlce były stolicą departamentu, a z chwilą utworzenia Królestwa Polskiego (1815-1918) stały się miastem wojewódzkim oraz siedzibą powiatu. W 1807 roku A. Czartoryski wymienia Siedlce na dobra w Lubelskiem z rządem cesarskim. Po wojnie Napoleona z Austrią (1809 rok) Siedlce włączone zostają do utworzonego przez cesarza Księstwa Warszawskiego. Miasto awansuje do rangi stolicy departamentu. W 1815 roku po Kongresie Wiedeńskim zostaje wcielone do Królestwa Polskiego i staje się stolicą województwa podlaskiego. Wraz z całym Królestwem Siedlce przeżywają rozkwit gospodarczy, ale po klęsce powstania listopadowego i zmianie województwa na gubernię podlaską, a w końcu likwidację w 1844 roku samodzielnej jednostki administracyjnej i przyłączeniu do guberni lubelskiej utratę samodzielności administracyjnej. Między zrywami niepodległościowymi w latach 1840–1866 Siedlce były siedzibą władz powiatowych. Okres rusyfikacji i represji po stłumieniu powstania styczniowego trwał nawet po utworzeniu w 1867 roku guberni siedleckiej. Zawirowania dziejowe historii Polski, takie jak powstania narodowe, tylko na krótko zahamowały rozwój Siedlec w XIX w. Jednocześnie trwał gospodarczy rozwój miasta – szczególnie po zbudowaniu przebiegających przez Siedlce brukowanej drogi Warszawa – Brześć (1820-1823) oraz kolei Warszawa – Brześć (1866-1867).

### Powstanie listopadowe
Dnia 7 lutego 1831 roku miała miejsce pierwsza potyczka wojsk polskich z wojskami rosyjskimi. Dzień po tym kiedy nieprzyjaciel wkroczył do Siedlec nie napotykając na opór, pluton pierwszego pułku ułanów, wiedziony oburzeniem że przy zbliżaniu się nieprzyjaciela zniewolony był opuścić miasto bez wystrzału, wpada do Siedlec i rozpędza przednią straż oddziału rosyjskiego.
Podczas powstania listopadowego (1830-1831) 10 kwietnia 1831 r. w pobliskich Iganiach, wojska polskie pod dowództwem Ignacego Prądzyńskiego i Józefa Bema stoczyły zwycięską bitwę z wojskami rosyjskimi.

### Powstanie krakowskie
W 1846 r. w lutym wtargnęła grupa powstańców Pantaleona Potockiego, w ten sposób chcąc poprzeć i rozprzestrzenić powstanie krakowskie. Atak powstańców na garnizon rosyjski w mieście został odparty, a powstańców zmuszono do ucieczki. W trakcie odwrotu Rosjanie pojmali Pantaleona Potockiego. Został powieszony na szubienicy na rynku miejskim. Do dzisiaj na miejscu jego kaźni stoi pamiątkowy krzyż (skrzyżowanie ul. Henryka Sienkiewicza i Świętojańskiej).

### Powstanie styczniowe
Siedlce i okolice stały się też terenem intensywnych działań zbrojnych w powstaniu styczniowym (1863-1864). Wśród dowódców wyróżnił się cywilny naczelnik województwa podlaskiego Władysław Rawicz, stracony publicznie przez powieszenie w mieście 21 listopada 1863. Został pochowany w zbiorowej mogile, która znajduje się przy Sz. P. nr 5 nazwanej imieniem tego bohatera.
W powstaniu brał udział 16-letni Bolesław Prus. 1 września został ranny podczas potyczki we wsi Białki, oddalonej o 4 km od Siedlec i dostał się do rosyjskiej niewoli. Ze względu na młody wiek został uwolniony i powrócił do rodziny w Lublinie.

### Opór po upadku powstania styczniowego
Aż do odzyskania niepodległości w 1918 roku w mieście stawiano opór wobec prowadzonej przez władze carskie walki z przejawami polskości. Zaczęto potajemnie nauczać, rozwijały się organizacje podziemne. Początek XX wieku to także okres manifestacji robotniczych.
Burzliwe dla Siedlec były lata 1902–1907, gdy organizowano strajki szkolne w proteście przeciwko nauczaniu religii w języku rosyjskim. Dokonywano zamachów na przedstawicieli władzy administracyjnej i policmajstrów. Po jednym z zamachów we wrześniu 1906 r. doszło do pogromu i grabieży ludności żydowskiej. Żołnierze rosyjscy zabili kilkadziesiąt osób, a ponad 200 ranili. Pogrom ten zahamował ruchy rewolucyjne w Siedlcach.

### Rozwój miasta
Na burzliwe dzieje miasta wpływały również klęski żywiołowe (wielkie pożary miasta w latach 1855, 1865 i 1874 roku). Szczególnie niszczące były dwa ostatnie, które w połączeniu z efektami powstania styczniowego były dotkliwe dla mieszkańców miasta. Pomimo ucisku narodowego okres zaborów był dla Siedlec okresem rozwoju. Ożywieniu uległ handel, pojawił się przemysł. Rozwój gospodarczy spowodował poszerzenie granic miasta.
W okresie zaborów powstał szereg obiektów publicznych związanych z rozwojem miasta, budowali je najwybitniejsi architekci epoki. Antonio Corazzi zaprojektował gmach obecnej poczty oraz budynek gimnazjum gubernialnego (dziś IV Liceum im. Stanisława Żółkiewskiego). Henryk Marconi zaprojektował w I poł. XIX w. gmach siedleckiego więzienia (ukończony w 1844 roku, do dziś sprawuje swą pierwotną funkcję). Kolejnymi obiektami, które wyznaczały cywilizacyjny rozwój Siedlec XIX i początku XX w. były: gmach Trybunału Cywilnego (do dziś funkcjonują w nim instytucje wymiaru sprawiedliwości), siedziba Towarzystwa Kredytowego Ziemskiego, budynek hali targowej.
Założono wały fiskalne (miejskie) wokół miasta. Ograniczyły one rozwój przestrzenny miasta na ok. 50 lat. Zwiększenie się ludności spowodowało przekształcenie zabudowania parterowego na dwu i trzykondygnacyjne.
Do rozwoju gospodarczego miasta przyczyniło się nadanie miastu praw ośrodka administracyjnego, jak też poprawa komunikacji zewnętrznej. W latach 1818–1820 utwardzono brukiem trasę Warszawa – Brześć. W Siedlcach trakt ten przebiegał przez ulicę Rożniecką (obecnie J. Piłsudskiego). Przeprowadzenie traktu przez miasto spowodowało zmianę planu miejskiego w zachodniej części Siedlec.
Wybudowano również linie kolejowe biegnące w kilku kierunkach:
- Warszawa – Siedlce wiosna 1866 – 9 października 1866[4]
- Siedlce – Brześć 1866 – 18 września 1867[4]
- Siedlce – Małkinia Górna 1884
- Siedlce – Czeremcha 1906

Po wybudowaniu linii kolejowych do Małkini i do Czeremchy Siedlce stały się ważnym węzłem kolejowym.
W 1865 r. kolejny pożar pochłonął ponad 100 domów w centrum miasta. To wydarzenie i wybudowanie linii kolejowej spowodowało skierowanie rozbudowy miasta w kierunku południowym. Ulica Alejowa (obecnie J. Kilińskiego) połączyła dworzec i południową dzielnicę z centrum. Rozwojowi miasta sprzyjało przywrócenie w 1867 Siedlcom statusu stolicy guberni.
W II poł. XIX w. nastąpił dynamiczny wzrost liczby mieszkańców. 50% mieszkańców stanowili Żydzi, którzy zajmowali się handlem i rzemiosłem. W mieście również była znaczna grupa rosyjskich urzędników z carskiej administracji wraz z rodzinami.
W 1905 w mieście miały miejsce strajki i wystąpienia o charakterze rewolucyjnym, w tutejszym areszcie więziono Feliksa Dzierżyńskiego.
W 1907 r. dołączono do miasta: Starą Wieś (prywatną i poduchowną), kolonię Aleksandrówek, majorat Stara Wieś i dwór Napoleona Jasińskiego. Rozwój miasta przerwał wybuch I wojny światowej. W sierpniu 1915 roku Siedlce opuścili Rosjanie i miasto znalazło się pod okupacją niemiecką. Podczas I wojny światowej prężnie działał w mieście polski samorząd.
Rozwój miasta znajdował szczególne odbicie w przyroście naturalnym – liczba ludności w ciągu XIX wieku powiększyła się ponad 10-krotnie.

## II Rzeczpospolita
W 1920 roku po zajęciu miasta przez wojska bolszewickie dotychczasowy prezydent miasta Edmund Koślacz nie uznał nowych władz. Został za to aresztowany ale zwolniony po kilku godzinach na apel podpisany przez większość miaszkańców skierowany do władz bolszewickich. Siedlce były w tym czasie istotnym ośrodkiem władz komunistycznych. Podczas rządów w mieście Tymczasowego Komitetu Rewolucyjnego Polski w Siedlcach wychodziły dwa pisma lokalne - jedno po polsku a drugie w jidisz. 14 sierpnia 1920 roku w mieście doszło do spotkania parlamentariuszy polskich i bolszewickich związanego z prowadzeniem rokowań pokojowych. 14 sierpnia 1920 roku miasto odwiedził Feliks Dzierżyński. Przebywał tu również w tym czasie Karol Radek.
Po uformowaniu się granic II Rzeczypospolitej miasto straciło na znaczenie ośrodka administracyjnego i przez cały okres międzywojenny były zaledwie miastem powiatowym. Odzyskanie niepodległości przez Polskę nie zahamowało jedna rozwoju Siedlec. Liczba mieszkańców miasta do 1939 r. wzrosła o kolejne 10 tysięcy. W okresie dwudziestolecia międzywojennego Siedlce stanowiły ośrodek handlu i rzemiosła (krawiectwo i szewstwo). Przemysł nie był rozwinięty i ograniczał się do kilku drobnych fabryk przemysłu przetwórczo-rolnego. Przemysł szacowano na 25 zakładów przemysłowych i ok. 300 zakładów rzemieślniczych czynnych na terenie miasta Siedlce były największym rynkiem pracy na Podlasiu.
Miasto miało dobre zaplecze oświatowe z publicznymi szkołami średnimi o profilach ogólnokształcącym i zawodowym. Znajdowały się tutaj redakcje prasy regionalnej – wydawano około 20 tytułów czasopism, Mieściły się tu regionalne kierownictwa partii politycznych i stowarzyszeń społecznych, związków zawodowych. Miasto też stało się siedzibą biskupa podlaskiego po przeniesieniu tu w 1924 kurii z Janowa Podlaskiego.
W okresie międzywojennym w miejscowości coraz większe wpływy zdobywała PPS wygrywając wybory lokalne w 1927 i 1939 roku. Co ciekawe organizacja PPS w mieście była jedną z nielicznych w kraju, która wbrew stanowisku władz centralnych partii w dniu 14 sierpnia 1920 r. opowiedziała się za Polska Republiką Socjalistyczną i poparła Armię Czerwoną. 
Miasto rozrosło się terytorialnie głównie w kierunku północnym. W latach 1925–1928 dokonano parcelacji gruntów folwarku Stara Wieś, tworząc w ten sposób nową bogatą dzielnicę domów jednorodzinnych – Nowe Siedlce. Powstała też dzielnica robotnicza na wschód od ul. Kazimierzowskiej w kierunku Piasków Starowiejskich. Rozbudowała się również zachodnia część miasta w kierunku Piasków Zamiejskich. W 1931 r. obszar miasta powiększono o pozostałe części Starej Wsi.
W okresie dwudziestolecia międzywojennego w Siedlcach stacjonował duży garnizon wojskowy. Siedzibę miały tu jednostki: dowództwo oraz sztab 9 Dywizji Piechoty (Podlaski), 22 Pułk Piechoty, 9 Pułk Artylerii Ciężkiej (do listopada 1933 r.), 9 Pułk Artylerii Lekkiej (od listopada 1933 r.), Powiatowa Komenda Uzupełnień, Rejonowy Inspektorat Koni, Wojskowy Sąd Rejonowy, Rejonowa i Obwodowa Komisja Przysposobienia Wojskowego, Komenda Placu, 9 pluton żandarmerii 9 Dywizjon Żandarmerii, placówka Samodzielnego Referatu Informacyjnego oraz Wojskowa Komenda Kolejowa.
W latach 1932–1934 drużyna piłkarska 22. Pułku Piechoty WKS 22 pp Siedlce występowała w rozgrywkach pierwszej ligi piłki nożnej.
Siedlce były ważnym centrum kultury żydowskiej (w 1939 r. Żydzi stanowili 37% mieszkańców Siedlec). W maju 1920 roku doszło do ekscesów antyżydowskich, których sprawcami byli rekruci poznańscy i śląscy. Poszkodowanych zostało 38 osób. 27 lipca 1920 roku pijani żołnierze z oddziałów wielkopolskich przystąpili do rabowania żydowskich sklepów

## II wojna światowa

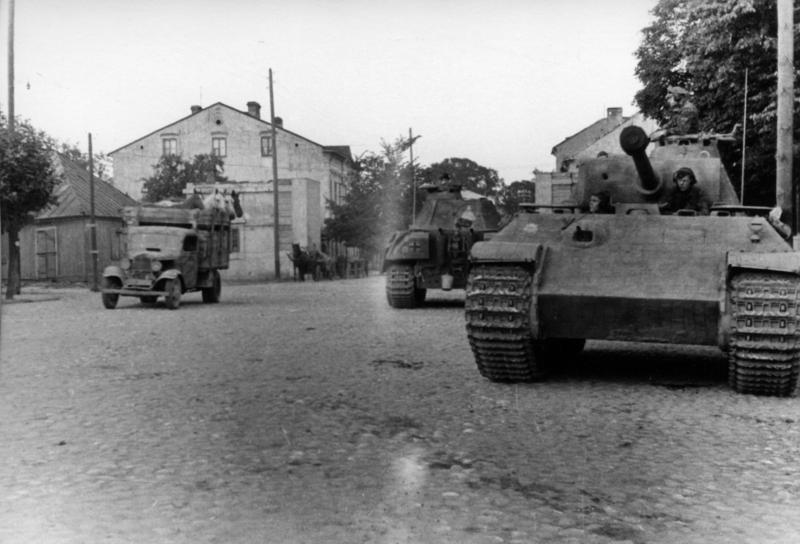
Niemieckie Panzerkampfwagen V Panther w drodze na pozycje bojowe w okresie sowieckiej operacji Bagration
(Siedlce, ul. Piłsudskiego-Starowiejska, 24–29 lipca 1944)

Tragiczne wydarzenia II wojny światowej nie ominęły Siedlec. Niemiecka okupacja rozpoczęła się 11 września 1939 roku, a zakończyła się prawie po 5 latach dnia 31 lipca 1944 r. Nie jest możliwe podanie precyzyjne mordów dokonywanych przez Niemców, ale wiadomo na pewno, że w miejscowym getcie i w obozie zagłady w Treblince zginęło 15–17 tys. mieszkańców Siedlec pochodzenia żydowskiego
W czasie II wojny światowej Siedlce były rejonem działań partyzanckich AK, BCh i NSZ.
W 1943 r. oddział BCh przeprowadził akcję na Komunalną Kasę Oszczędności.
W Siedlcach znajdował się obóz jeńców wojennych (głównie sowieckich) – Stalag nr 366, gdzie było przetrzymywanych przeciętnie od 5 do 20 tys. osób, z czego zginęło 9–12 tys.
Były też tutaj 4 obozy pracy przymusowej w których było łącznie 12 tys. osób, z czego ok. 10 tys. wywieziono do obozu zagłady w Treblince, a pozostałych rozstrzelano.
Siedlce udzielały pomocy uchodźcom w czasie wojny (szczególnie przesiedleńcom z Wielkopolski i dzieciom Zamojszczyzny).
23 września 1943 r. naprzeciw miejskiego więzienia Niemcy rozstrzelali 10 członków organizacji podziemnych (w tym Gwardii Ludowej).
Miasto zostało zdobyte w wyniku walk toczonych w dniach 24–31 lipca 1944 r. przez oddziały radzieckie 2 korpusu kawaleryjskiego gwardii, 11 samodzielnego korpusu pancernego i 129 korpusu 47 armii I Frontu Białoruskiego (w 1972 roku w hołdzie poległym żołnierzom wzniesiono Pomnik Wdzięczności i Braterstwa Broni). Toczyły się walki o miasto z udziałem Kedywu AK.
W czasie wojny 1/3 mieszkańców straciło życie. Okres wojny przyniósł też ogromne zniszczenia zabudowy miasta. Prawie połowa budynków legła w gruzach. Zniszczone zostało centrum, legł w gruzach ratusz miejski „Jacek”, uszkodzono pałac Ogińskich. Najwięcej zniszczeń było w rejonie dworca kolejowego. Zniszczeniu uległa infrastruktura techniczna miasta.

## PRL
Życie po zakończeniu okupacji było trudne; w pierwszych latach musiano zająć się usuwaniem zniszczeń. Wydawano gazetę podlaską, uruchomiono ponownie elektrownie i urządzenia wodnokanalizacyjne. Próbowano ratować obiekty ocalałe po wojennej pożodze, remontowano domy, szkoły, budynki publiczne. W 1949 r. rozpoczęto odbudowę ratusza, a na początku lat 50. uruchomiono pierwsze zakłady przemysłowe, które dały początek rozwoju siedleckiego przemysłu. Duża liczba mieszkańców wyjeżdżała na tzw. ziemie odzyskane i do Warszawy. Powodowało to spowolnienie przyrostu liczby ludności w mieście. Dopiero w roku 1973 liczba mieszkańców Siedlec była wyższa niż w 1939 r.
Po 1944 r. miasto trzeba było odbudować niemal od podstaw, zbudowano nowe osiedla mieszkaniowe, szereg szkół i instytucji kulturalnych. Bardzo szybko w mieście zostało odbudowane szkolnictwo, a w ciągu kilku lat uzyskało poziom podobny do przedwojennego. Stan uprzemysłowienia na początku lat 60. prześcignął przedwojenny.
W 1969 r. rozpoczęła działalność Wyższa Szkoła Nauczycielska (obecnie Uniwersytet w Siedlcach).
Wybudowano w latach siedemdziesiątych kilka większych zakładów przemysłowych: Zakład Lekkich Konstrukcji Stalowych „Mostostal”, Odlewnię Staliwa „Stalchemak”, Zakłady Mechaniczne im. M. Nowotki, Zakłady Dziewiarskie „Karo”, Zakłady Drobiarskie, Fabrykę Narzędzi Skrawających „Vis”, Zakłady Produkcji Podzespołów FSO „Polmo”, Fabryka Sprężyn, Zakłady Mechaniczno – Precyzyjne „Mera – Błonie”.

## III RP
Jednym z negatywnych skutków zmian po 1989 r. był upadek kilku dużych zakładów przemysłowych zlokalizowanych w mieście, m.in.: Zakładów Przemysłu Dziewiarskiego „Karo”, Zakładów Mechaniczno-Precyzyjnych „Mer-Pol”, Odlewni Staliwa „Stalchemak”. W przypadku innych zakładów nastąpiły przekształcenia własnościowe, np. Zakłady Lekkich Konstrukcji Stalowych „Mostostal” zmieniono na „Polimex-Mostostal” S.A., Fabrykę Narzędzi Skrawających „Vis” na „FENES” S.A., Zakłady Produkcji Podzespołów FSO „Polmo” na „Kwangijn” ZPP Poland Sp. z o.o.
W latach 1990–2005 nastąpiły istotne, pozytywne zmiany w wyglądzie miasta. Powstały nowe osiedla mieszkaniowe (Osiedle nad Zalewem, Osiedle Żytnia, Osiedle Sulimów, nowe osiedle na ul. Czerwonego Krzyża i ul. Daszyńskiego). Wybudowano kilka nowoczesnych domów handlowych takich jak np. „Eldorado”, „Millenium”, „Galeria Siedlce”, „Chester M”.
Wizyta papieża Jana Pawła II w 1999 r. przyczyniła się nie tylko do wzrostu życia duchowego mieszkańców Siedlec, ale też do dużych zmian w estetyce samego miasta. Przeprowadzono remonty wielu ulic, położono kostkę na chodnikach, zmodernizowano dworzec PKP, przebudowano rondo na Placu Wolności.
W 1999 r. powstała druga uczelnia – Wyższa Szkoła Finansów i Zarządzania w Siedlcach (obecnie Collegium Mazovia Innowacyjna Szkoła Wyższa).
W 2005 r. Akademia Podlaska (obecnie Uniwersytet w Siedlcach) otrzymała dotację z Unii Europejskiej na remont pałacu Ogińskich. W ramach modernizacji kolejowego korytarza transportowego E–20 powstał przystanek kolejowy Siedlce Zachodnie. 6 września 2008 r. otwarto pierwszą w regionie siedleckim restaurację sieci McDonald’s w podsiedleckich Nowych Iganiach.
1 maja 2009 roku otwarto 4-salowy multipleks kinowy (Novekino).
W dniu 7 lutego 2010 r. na terenie miasta odbyło się pierwsze w historii miasta referendum lokalne w sprawie zagospodarowania przestrzennego stadionu przy ul. Wojskowej 5 na galerię handlową o łącznej powierzchni do 50 000 m² jednak nie przyniosło on rozstrzygnięcia z uwagi na zbyt niską frekwencję 7,6%. Aby referendum było ważne do urn musiałoby pójść co najmniej 30% wyborców.
10 marca 2010 roku na siedleckich Błoniach przy ul. Północnej ruszyła budowa I etapu Stadionu Miejskiego w ramach Regionalnego Ośrodka Sportu, Rekreacji, Rehabilitacji i Turystyki w Siedlcach.
13 kwietnia 2010 r. wybrano wykonawcę dokumentacji projektowej budowy aquaparku, który ma zostać zbudowany obok powstającego stadionu na Błoniach.
14 i 17 czerwca 2010 r. wybrano wykonawców budowy I i II etapu budowy Wewnętrzna Obwodnica Miasta Siedlce.

## Przynależność według podziału administracyjnego kraju
- Do 1474 w ziemi łukowskiej w województwie sandomierskim w Małopolsce
- Od 1474 w ziemi łukowskiej w województwie lubelskim
- Od 18 lipca 1796 do 12 maja 1803 siedziba władz cyrkułu siedleckiego w ramach kraju koronnego Nowa Galicja (zabór austriacki)
- Od 13 maja 1803 do 16 kwietnia 1810 siedziba władz cyrkułu w ramach kraju koronnego Galicja (zabór austriacki), a od 14 października 1809 w ramach Księstwa Warszawskiego
- Od 17 kwietnia 1810 do 15 stycznia 1816 stolica departamentu siedleckiego w Księstwie Warszawskim, a od 1815 w Królestwie Kongresowym
- Od 16 stycznia 1816 do 1837 siedziba województwa podlaskiego
- Od 1837 do 1844 stolica Guberni podlaskiej (zabór rosyjski)
- Od 1844 do 1866 miasto powiatowe w guberni lubelskiej
- Od 1867 do 1912 stolica Guberni siedleckiej
- Od 1912 do 1915 miasto powiatowe w guberni lubelskiej
- Od 1915 do 1918 siedziba władz powiatowych – Kreisamt w Generał-Gubernatorstwie Warszawskim (okupacja niemiecka)
- Od 1918 do 1939 miasto powiatowe w województwie lubelskim
- Od 1939 do 1944 w ramach administracji okupacyjnej - siedziba powiatu w ramach Dystryktu warszawskiego Generalnego Gubernatorstwa
- Od 1944 do 1949 miasto powiatowe w województwie lubelskim
- Od 1949 do 1975 w województwie warszawskim
- Od 1975 do 1998 siedziba województwa siedleckiego
- Od 1999 miasto powiatowe w województwie mazowieckim

## Przynależność według podziału administracyjnego kościoła katolickiego

### Parafia
- Do 1418 w parafii łukowskiej
- Od 1418 w parafii zbuczyńskiej
- Od 1471 w parafii pruszyńskiej
- Od 1532 samodzielna parafia św. Stanisława
- 1905 – wyodrębnienie drugiej parafii (parafii katedralnej)

### Dekanat
- Do 1799 w dekanacie łukowskim w ramach archidiakonatu lubelskiego
- 20 czerwca 1799 do 1807 – w dekanacie węgrowskim[24]
- Od 1807 – stolica dekanatu siedleckiego

### Diecezja
- Do 21 lipca 1790 w diecezji krakowskiej w ramach metropolii gnieźnieńskiej
- Od 22 lipca 1790 do 19 czerwca 1799 w Diecezji chełmskiej i lubelskiej
- Od 20 czerwca 1799 do 22 września 1805 (formalnie) / 18 października 1807 (faktycznie) – pod zarządem administratora galicyjskiej części diecezji łuckiej[25]
- Od 23 września 1805 (formalnie) / 19 października 1807 (faktycznie) do 29 czerwca 1818 w diecezji lubelskiej w ramach metropolii lwowskiej
- Od 30 czerwca 1818 w diecezji podlaskiej z siedzibą w Janowie – w ramach metropolii warszawskiej
- Od 20 maja 1867 w diecezji lubelskiej; formalne włączenie 30 grudnia 1889 przez Leona XIII
- Od 24 września 1918 w reaktywowanej diecezji podlaskiej z siedzibą w Janowie
- Od 25 stycznia 1924 stolica diecezji podlaskiej z katedrą pw. Niepokalanego Poczęcia NMP
- 28 października 1925 zmiana nazwy diecezji na „Diecezja siedlecka, czyli podlaska”
- 25 marca 1992 zmiana nazwy na diecezję siedlecką

## Dawne nazwy ulic
- ul. 3 Maja – dawniej ul. Stodolna, Aleja Stalina
- ul. 11 Listopada – dawniej ul. 22 Lipca
- ul. Armii Krajowej – dawniej ul. Zawadzkiego
- ul. Asłanowicza – dawniej ul. Prospektowa
- ul. Bpa I. Świrskiego – dawniej ul. Długa, ul. 1 Maja
- ul. Brzeska – dawniej ul. Obrońców Stalingradu
- ul. Floriańska – dawniej ul. I Dywizji T. Kościuszki
- ul. Kilińskiego – dawniej ul. Alejowa
- ul. Kolejowa – dawniej ul. Nadkolejna
- ul. Konarskiego – dawniej ul. Szkolna
- ul. Kościuszki – dawniej ul. Pałacowa
- ul. Orlicz-Dreszera – dawniej ul. Nowotki
- ul. Piłsudskiego – dawniej ul. Węgrowska, ul. Różniecka, ul. Warszawska, ul. Świerczewskiego
- ul. Pułaskiego – dawniej ul. Piękna
- ul. Sienkiewicza – dawniej ul. Ogrodowa
- ul. Sokołowska – dawniej ul. Marchlewskiego
- ul. Starowiejska – dawniej ul. Nowowiejska, ul. Żymierskiego
- ul. Świętojańska – dawniej ul. Dzierżyńskiego
- ul. Wyszyńskiego – dawniej ul. Kasprzaka
- ul. J. III Sobieskiego - dawniej ul. W. Wasilewskiej